# Daniel Webster (U-Boot)
Die USS Daniel Webster (SSBN-626) war ein Atom-U-Boot der Lafayette-Klasse. Das Boot war ein so genanntes Ship Submersible Ballistic Nuclear, ein U-Boot speziell für den Abschuss von Interkontinentalraketen. Sie wurde nach dem Außenminister der Vereinigten Staaten Daniel Webster benannt.

## Geschichte

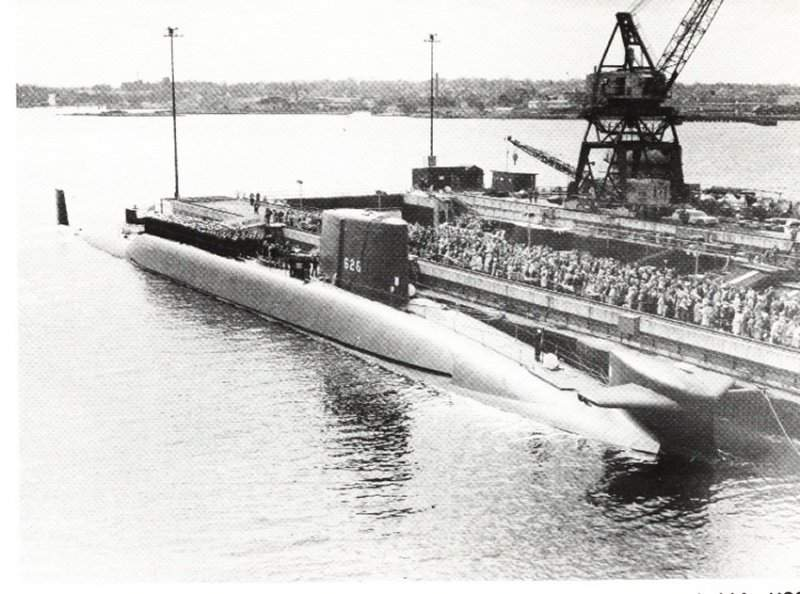
USS Daniel Webster mit Tiefenrudern am Bug

Im Februar 1961 wurde der Auftrag über SSBN-626 gegeben, noch im Dezember desselben Jahres erfolgte die Kiellegung auf der Werft von Electric Boat. Im April 1963 lief das Boot vom Stapel, ein Jahr später, nach Abschluss der Endausrüstung und der Werfterprobungsfahrten, konnte die Webster offiziell bei der United States Navy in Dienst gestellt werden.
Die Daniel Webster wurde, als einziges Boot ihrer Klasse mit probeweise mit den Tiefenrudern an einem kleinen Turm am Bug statt, wie sonst Standard, am Segel, ausgerüstet. Da diese Konfiguration jedoch die Geschwindigkeit herabsetzte wurde sie bei der ersten Überholung entfernt und durch traditionelle Ruder ersetzt.
Nach einer Dienstzeit von 26 Jahren wurde die Daniel Webster außer Dienst gestellt. Statt jedoch zerlegt zu werden, wurde das U-Boot zu einem Moored Training Ship umgerüstet und erhielt die Designation MTS-626. Als solches liegt die Webster nahe der Charleston Naval Shipyard in Charleston, South Carolina und dient der Ausbildung neuer Seeleute, vor allem in der Reaktorbedienung.